# قرار مجلس الأمن التابع للأمم المتحدة رقم 2207
قرار مجلس الأمن التابع للأمم المتحدة رقم 2207، المتخذ بالإجماع في 4 مارس 2015، بشأن كوريا الشمالية. ومدد القرار ولاية فريق الخبراء، الذي يدعم أنشطة لجنة العقوبات 1718، لمدة عام واحد حتى 5 أبريل 2016.

## ملخص
يدعم فر يق الخبراء اللجنة في جمع المعلومات والتحقيق في أنشطة كوريا الشمالية والدول الأعضاء في الأمم المتحدة وتحليلها للعثور على أي انتهاكات للعقوبات والحظر التجاري الذي فرضه مجلس الأمن على كوريا الشمالية.
واستنادا إلى النتائج، يقدم الفريق تقارير سنوية إلى مجلس الأمن ويوصي بكيفية تحسين تنفيذ الجزاءات.
في 9 أكتوبر 2006، أجرت كوريا الشمالية أول تجربة نووية لها. في 14 أكتوبر / تشرين الأول التالي، تبنى مجلس الأمن القرار 1718 بشأن كوريا الشمالية وأنشأ لجنة عقوبات 1718 المفوضة بدعم ومراقبة الدول الأعضاء في الأمم المتحدة من أجل التنفيذ الفعال للقرار وتحديد أهداف العقوبات.
كان الفريق يدعم لجنة عقوبات 1718، على الرغم من إنشائه بموجب القرار 1874 لعام 2009.
من خلال القرار 2207، مدد مجلس الأمن ولاية الفريق لمدة عام واحد حتى 5 أبريل 2016 وطلب من الفريق تقديم تقرير نهائي شامل، يتضمن النتائج والتوصيات كنتائج تحقيقها على مدار العام، إلى اللجنة بحلول 5 فبراير 2016 وكذلك إلى مجلس الأمن بحلول 7 مارس 2016.

## خلفية
تبنى مجلس الأمن التابع للأمم المتحدة بالإجماع القرار 2207 بهدف أساسي هو مراقبة كوريا الشمالية وتعزيز تنفيذ العقوبات من قبل الدول الأعضاء في الأمم المتحدة، حيث واصلت كوريا الشمالية الاستفزازات العسكرية والمعاملات غير المشروعة مع تجنب العقوبات القائمة بلباقة.
وفقًا لإذاعة صوت أمريكا، ذكرت لجنة عقوبات 1718، المعروفة أيضًا باسم لجنة عقوبات كوريا الشمالية، في تقريرها السنوي، «هناك 29 حالة تم الإبلاغ عنها بشأن انتهاك كوريا الشمالية لعقوبات مجلس الأمن في عام 2014».
وقيل إن معظم الحالات تتعلق بإطلاق كوريا الشمالية المستمر لصواريخ باليستية قصيرة المدى. عندما أطلقت كوريا الشمالية صواريخ خلال شهري فبراير ومارس ويونيو ويوليو 2016، تم الإبلاغ عن هذه الحوادث على أنها انتهاكات مشتبه بها من قبل ست دول وسبع دول على التوالي. في مارس 2014، تم استلام خطاب يدعي أن كوريا الشمالية حاولت بيع العناصر المستهدفة بالعقوبات. تلقت اللجنة معلومات إضافية عن الادعاء في سبتمبر 2014 
وفقًا لتقرير فريق الخبراء في 26 فبراير 2015، كانت شركة الإدارة البحرية للمحيطات (OMM) وهي شركة شحن كورية شمالية مدرجة في أهداف العقوبات بتهمة تضمين النقل غير المشروع للأسلحة، تتجنب العقوبات عن طريق تغيير أسماء السفن الخاصة بها.
بالإضافة إلى ذلك، أطلقت كوريا الشمالية صاروخين باليستيين قصيري المدى، يُفترض أنهما صواريخ سكود، في بحر اليابان (البحر الشرقي) في 2 مارس 2015.
باختصار، في الوقت الذي كررت فيه كوريا الشمالية الاستفزازات العسكرية والمعاملات غير القانونية أثناء التهرب من العقوبات، أصدر مجلس الأمن القرار 2207 لتمديد ولاية اللجنة لمراقبة حالة تنفيذ عقوبات الدول الأعضاء في الأمم المتحدة وفرض المزيد من العقوبات العملية على كوريا الشمالية.

## الدلالة
إن تمديد تفويض فريق الخبراء الذي يدعم أنشطة لجنة العقوبات 1718 والذي ورد في القرار 2207 الصادر عن مجلس الأمن، كان له تأثير كبير على عقوبات كوريا الشمالية التي يفرضها المجتمع الدولي.
قدمت الهيئة تقريرها النهائي السابع إلى مجلس الأمن في 3 فبراير 2016 والذي أوصت فيه اللجنة بأن تضيف إلى قائمة الكيانات المستهدفة بالعقوبات إدارة صناعة الإمدادات العسكرية (إدارة صناعة الذخائر) التابعة للجنة المركزية لحزب العمال الكوري و«الإدارة الوطنية لتطوير الفضاء الجوي» «للأدوار والأنشطة الداعمة فيما يتعلق بالبرامج النووية والصاروخية لكوريا الديمقراطية».
كما أوصى اللجنة بأن تضيف إلى قائمة العقوبات الأفراد المستهدفين باك دو تشون (سكرتير الذخائر السابق لحزب العمال) وري مان-غون (وزير إدارة صناعة الذخائر) وري بيونج تشول (النائب الأول لقسم صناعة الذخائر).
وقد ساهمت أنشطة الفريق مساهمة كبيرة في إدراج عقوبات شاملة وعقوبات إضافية على الأفراد والكيانات في القرار 2270 الذي اتخذه مجلس الأمن في 2 مارس 2016، بعد أن أجرت كوريا الشمالية تجربتها النووية الرابعة في 6 يناير وإطلاق صاروخ بعيد المدى، أو إطلاق قمر صناعي كما زعم، في 7 فبراير 2016.
في غضون ذلك، زار أربعة أعضاء من الفريق كوريا الجنوبية في الفترة من 11 إلى 15 يوليو 2016، حيث أجروا مناقشة مع حكومة كوريا الجنوبية حول تدابير لتعزيز تنفيذ عقوبات كوريا الشمالية.
أفادت الأنباء أن الطرفين تبادلا الآراء حول انتهاكات كوريا الشمالية لعقوبات مجلس الأمن والإجراءات التي يتخذها المجتمع الدولي. ومن المعروف أن الطرفين، على وجه الخصوص، ناقشا القضية بعمق حيث أطلقت كوريا الشمالية صاروخًا باليستيًا أطلق من غواصة في 9 يوليو 2016، في انتهاك للعقوبات.

## روابط خارجية
- نص القرار في undocs.org